# تشاد أكيرمان
تشاد أكيرمان (بالإنجليزية: Chad Ackerman)‏ هو عازف قيثارة ومغن مؤلف ومغني أمريكي، ولد في 30 نوفمبر 1983.

## وصلات خارجية
- تشاد أكيرمان على موقع IMDb (الإنجليزية)
- تشاد أكيرمان على موقع ميوزك برينز (الإنجليزية)